# Liste der Nummer-eins-Alben in den deutschen Schlagercharts (Wochencharts)
In der Liste der Nummer-eins-Alben in den deutschen Schlagercharts werden alle Produkte aufgelistet, die in der jeweiligen Woche die Chartspitze der offiziellen Deutschen Schlagercharts für Alben erreicht haben.

## Datenbasis und Hinweise zur Interpretation der aufgeführten Statistiken
Die Offiziellen Deutschen Schlagercharts werden im Auftrag des Bundesverband Musikindustrie (BVMI) vom deutschen Marktforschungsunternehmen GfK Entertainment ermittelt. Sie erfassen Verkäufe von Bild- beziehungsweise Tonträgern, Downloads und Musikstreamings mit Deutschem Schlager an Endverbraucher. Es handelt sich hierbei um „Repertoire-Charts“, die das Marktsegment „Deutscher Schlager“ abbilden. Dabei bilden sie einen Auszug aus den regulären deutschen Albumcharts ab, in denen Verkäufe unabhängig von jeglichen Repertoire-Segmenten erfasst werden. Bei den Offiziellen Deutschen Schlagercharts handelt sich nicht nur um Repertoire-Charts, sondern ebenso um „Artist-Charts“, das heißt, Sampler werden nicht berücksichtigt. Eine parallele Platzierung eines Produktes sowohl in den Top-100-Charts als auch in den Schlagercharts ist daher nicht nur grundsätzlich möglich, sondern ist bei stark verkaufenden Produkten die Regel.
Die Einführung der Deutschen Schlager-Albumcharts erfolgte im Januar 2001 als monatliche Top-20-Chartliste. Bis Juni 2015 erfolgte eine monatliche Chartauswertung der 20 erfolgreichsten Schlageralben, die unter anderem vom deutschsprachigen Online-Musikdienst Musicline.de publiziert wurde. Ab dem 3. Juli 2015 wurden die Schlager-Albumcharts wöchentlich ermittelt und durch das deutschsprachige Musikportal schlager.de publiziert. Neben den wöchentlichen Chartlisten veröffentlichte die GfK Entertainment von April 2018 bis Dezember 2022 parallel wieder monatliche Hitlisten. Hierbei handelte es sich um eine Zusammenstellung der 50 erfolgreichsten Produkte eines Monats, ganz nach dem Vorbild, wie es vor der wöchentlichen Publizierung war, nur dass diese Hitparade parallel und mit 50 anstatt 20 Titeln geführt wurde. Diese wurden im Auftrag der MDR-Musikshow Die Schlager des Monats erstellt und monatlich in ebendieser komplett präsentiert (Für alle Chartinfos hierzu siehe Liste der Nummer-eins-Alben in den deutschen Schlagercharts (Monatscharts)).
Laut einem Artikel des MDR, erfolgte mit der Chartausgabe vom 21. Oktober 2022 die Aufstockung der wöchentlichen Charts auf eine Top-50-Hitparade. Seit März 2025 bietet die GfK Entertainment ein Chartarchiv mit allen Chartausgaben, seit Beginn der wöchentlichen Charterhebung am 3. Juli 2015. Allerdings ist dort keine Top-50-Hitparade hinterlegt, auch laut dem BVMI erfolgte stets nur eine Top-20-Auswertung.
Die hier dargestellten Auswertungen der Deutschen Schlagercharts beschreiben lediglich Interpreten, die sich besonders häufig oder besonders lange an der Chartspitze der Schlagercharts aufhielten. Daraus können jedoch keine Verkaufszahlen oder weitere kommerzielle Erfolge abgeleitet werden.

## Liste der Nummer-eins-Alben nach Jahr
| 2001 | 2002 |
| --- | --- |
| - Roger Whittaker – Wunderbar geborgen - 1 Monat (1. Januar – 31. Januar) - Howard Carpendale – Alles OK - 1 Monat (1. Februar – 28. Februar) - Michelle – Best Of - 3 Monate (1. März – 31. Mai) - Brunner & Brunner – Mitten im Meer - 2 Monate (1. Juni – 31. Juli) - Bernhard Brink – Direkt mehr - 1 Monat (1. August – 31. August) - DJ Ötzi – Love, Peace & Vollgas - 1 Monat (1. September – 30. September) - Jantje Smit – Sing und lach mit mir - 1 Monat (1. Oktober – 31. Oktober) - Wolfgang Petry – Achterbahn - 1 Monat (1. November – 30. November) - Die Flippers – Das muss doch Liebe sein - 1 Monat (1. Dezember – 31. Dezember)                             | - Im Januar 2002 erfolgte keine Chartauswertung. - Andrea Berg – Best Of - 1 Monat (1. Februar – 28. Februar, insgesamt 16 Monate) - Matthias Reim – Morgenrot - 2 Monate (1. März – 30. April) - Andrea Berg – Nah am Feuer - 1 Monat (1. Mai – 31. Mai) - Vikinger – Romantica - 1 Monat (1. Juni – 30. Juni) - Andrea Berg – Best Of - 1 Monat (1. Juli – 31. Juli, insgesamt 16 Monate) - Klostertaler – Ab in den Urlaub - 1 Monat (1. August – 31. August) - Andrea Berg – Best Of - 1 Monat (1. September – 30. September, insgesamt 16 Monate) - Michelle – Rouge - 1 Monat (1. Oktober – 31. Oktober) - Die Flippers – Isabella - 1 Monat (1. November – 30. November) - Wolfgang Petry – Alles 2 - 4 Monate (1. Dezember 2002 – 31. März 2003) |
| 2003 | 2004 |
| - Wolfgang Petry – Alles 2 - 4 Monate (1. Dezember 2002 – 31. März 2003) - Wise Guys – Klartext - 1 Monat (1. April – 30. April) - Andrea Berg – Best Of - 2 Monate (1. Mai – 30. Juni, insgesamt 16 Monate) - Andrea Berg – Machtlos - 2 Monate (1. Juli – 31. Juli) - Andrea Berg – Best Of - 1 Monat (1. August – 31. August, insgesamt 16 Monate) - Matthias Reim – Reim 2003 - 1 Monat (1. Oktober – 31. Oktober) - Wolfgang Petry – Kein Grund zur Panik - 1 Monat (1. November – 30. November) - Howard Carpendale – Danke … Ti amo - 1 Monat (1. Dezember – 31. Dezember, insgesamt 2 Wochen)                                                                            | - Andrea Berg – Best Of - 1 Monat (1. Januar – 31. Januar, insgesamt 16 Monate) - Howard Carpendale – Danke … Ti amo - 1 Monat (1. Februar – 29. Februar, insgesamt 2 Wochen) - Andrea Berg – Best Of - 2 Monate (1. März – 30. April, insgesamt 16 Monate) - Die Flippers – 35 Jahre – Ein Leben für die Zärtlichkeit - 1 Monat (1. Mai – 31. Mai) - Andrea Berg – Best Of - 2 Monate (1. Juni – 31. Juli, insgesamt 16 Monate) - Andrea Berg – Du - 3 Monate (1. August – 31. Oktober) - Matthias Reim – Deja vu – Das Beste von Matthias Reim - 1 Monat (1. November – 30. November) - Wolfgang Petry – Typisch - 1 Monat (1. Dezember – 31. Dezember)                                                                                                |
| 2005 | 2006 |
| - Andrea Berg – Best Of - 2 Monate (1. Januar – 28. Februar, insgesamt 16 Monate) - Höhner – Da simmer dabei! – Die größten Partyhits - 1 Monat (1. März – 31. März) - Michelle – Leben! - 1 Monat (1. April – 30. April) - Andrea Berg – Best Of - 2 Monate (1. Mai – 30. Juni, insgesamt 16 Monate) - Semino Rossi – Tausend Rosen für Dich - 4 Monate (1. Juli – 31. Oktober, insgesamt 7 Monate) - Matthias Reim – Unverwundbar - 1 Monat (1. November – 30. November) - Andrea Berg – Best Of - 1 Monat (1. Dezember – 31. Dezember, insgesamt 16 Monate) | - Die Flippers – Hundertmal - 1 Monat (1. Januar – 31. Januar) - Semino Rossi – Tausend Rosen für Dich - 3 Monate (1. Februar – 30. April, insgesamt 7 Monate) - Andrea Berg – Splitternackt - 4 Monate (1. Mai – 31. August) - Semino Rossi – Ich denk an Dich - 6 Monate (1. September 2006 – 28. Februar 2007) |
| 2007 | 2008 |
| - Semino Rossi – Ich denk an Dich - 6 Monate (1. September 2006 – 28. Februar 2007) - Die Amigos – Die großen Erfolge - 2 Monate (1. März – 30. April) - Andrea Berg – Die neue Best Of - 2 Monate (1. Mai – 30. Juni) - Matthias Reim – Männer sind Krieger - 1 Monat (1. Juli – 31. Juli) - Helene Fischer – So nah wie du - 2 Monate (1. August – 30. September, insgesamt 6 Monate) - Die Amigos – Der helle Wahnsinn - 1 Monat (1. Oktober – 31. Oktober) - Semino Rossi – Einmal ja – immer ja - 1 Monat (1. November – 30. November, insgesamt 5 Monate) - Howard Carpendale – 20 Uhr 10 - 2 Monate (1. Dezember 2007 – 31. Januar 2008)                                  | - Howard Carpendale – 20 Uhr 10 - 2 Monate (1. Dezember 2007 – 31. Januar 2008) - Helene Fischer – So nah wie du - 1 Monat (1. Februar – 29. Februar, insgesamt 6 Monate) - Udo Jürgens – Einfach ich - 1 Monat (1. März – 31. März) - Helene Fischer – So nah wie du - 1 Monat (1. April – 30. April, insgesamt 6 Monate) - Helene Fischer – Mut zum Gefühl – Live - 1 Monat (1. Mai – 31. Mai) - Helene Fischer – So nah wie du - 2 Monate (1. Juni – 31. Juli, insgesamt 6 Monate) - Helene Fischer – Zaubermond - 3 Monate (1. August – 31. Oktober, insgesamt 6 Monate) - Semino Rossi – Einmal ja – immer ja - 4 Monate (1. November 2008 – 28. Februar 2009, insgesamt 5 Monate)                                                                  |
| 2009 | |
| - Semino Rossi – Einmal ja – immer ja - 4 Monate (1. November 2008 – 28. Februar 2009, insgesamt 5 Monate) - Helene Fischer – Zaubermond - 2 Monate (1. März – 30. April, insgesamt 6 Monate) - Andrea Berg – Zwischen Himmel & Erde - 3 Monate (1. Mai – 31. Juli) - Helene Fischer – Zaubermond – Live - 1 Monat (1. August – 31. August) - Helene Fischer – Zaubermond - 1 Monat (1. September – 30. September, insgesamt 6 Monate) - Semino Rossi – Die Liebe bleibt - 1 Monat (1. Oktober – 31. Oktober) - Udo Jürgens – Best Of - 1 Monat (1. November – 30. November) - Helene Fischer – So wie ich bin - 4 Monate (1. Dezember 2009 – 31. März 2010, insgesamt 6 Monate) | |

| 2010 | 2011 |
| --- | --- |
| - Helene Fischer – So wie ich bin - 4 Monate (1. Dezember 2009 – 31. März 2010, insgesamt 6 Monate) - Jürgen Drews – Schlossallee - 1 Monat (1. April – 30. April) - Helene Fischer – So wie ich bin - 2 Monate (1. Mai – 30. Juni, insgesamt 6 Monate) - Helene Fischer – Best of Helene Fischer - 4 Monate (1. Juli – 31. Oktober, insgesamt 15 Monate + 4 Wochen) - Semino Rossi – Die Liebe bleibt - 1 Monat (1. November – 30. November) - Andrea Berg – Schwerelos - 2 Monate (1. Dezember 2010 – 31. Januar 2011, insgesamt 4 Monate) | - Andrea Berg – Schwerelos - 2 Monate (1. Dezember 2010 – 31. Januar 2011, insgesamt 4 Monate) - Helene Fischer – Best of Helene Fischer - 1 Monat (1. Februar – 28. Februar, insgesamt 15 Monate + 4 Wochen) - Andrea Berg – Schwerelos - 2 Monate (1. März – 30. April, insgesamt 4 Monate) - Udo Jürgens – Der ganz normale Wahnsinn - 1 Monat (1. Mai – 31. Mai) - Die Flippers – Best Of - 1 Monat (1. Juni – 30. Juni) - Semino Rossi – Augenblicke - 2 Monate (1. Juli – 31. August, insgesamt 3 Monate) - Helene Fischer – Best of Helene Fischer - 1 Monat (1. September – 30. September, insgesamt 15 Monate + 4 Wochen) - Semino Rossi – Augenblicke - 1 Monat (1. Oktober – 31. Oktober, insgesamt 3 Monate) - Andrea Berg – Abenteuer - 1 Monat (1. November – 30. November, insgesamt 5 Monate) - Helene Fischer – Für einen Tag - 3 Monate (1. Dezember 2011 – 29. Februar 2012) |
| 2012 | 2013 |
| - Helene Fischer – Für einen Tag - 3 Monate (1. Dezember 2011 – 29. Februar 2012, insgesamt 5 Monate) - Andrea Berg – Abenteuer - 2 Monate (1. März – 30. April, insgesamt 5 Monate) - Helene Fischer – Für einen Tag - 2 Monate (1. Mai – 30. Juni, insgesamt 5 Monate) - Helene Fischer – Best of Helene Fischer - 3 Monate (1. Juli – 30. September, insgesamt 15 Monate + 4 Wochen) - Michael Wendler – Spektakulär - 1 Monat (1. Oktober – 31. Oktober) - Helene Fischer – Best of Helene Fischer - 1 Monat (1. November – 30. November, insgesamt 15 Monate + 4 Wochen) - Santiano – Bis ans Ende der Welt - 1 Monat (1. Dezember – 31. Dezember) | - Helene Fischer – Best of Helene Fischer - 1 Monat (1. Januar – 31. Januar, insgesamt 15 Monate + 4 Wochen) - Helene Fischer – Für einen Tag – Live 2012 - 1 Monat (1. Februar – 28. Februar) - Andrea Berg – Abenteuer - 2 Monate (1. März – 30. April, insgesamt 5 Monate) - Semino Rossi – Symphonie des Lebens - 1 Monat (1. Mai – 31. Mai) - Helene Fischer – Best of Helene Fischer - 4 Monate (1. Juni – 30. September, insgesamt 15 Monate + 4 Wochen) - Andrea Berg – Atlantis - 1 Monat (1. Oktober – 31. Oktober) - Helene Fischer – Farbenspiel - 12 Monate (1. November 2013 – 31. Oktober 2014, insgesamt 17 Monate + 15 Wochen) |
| 2014 | 2015 |
| - Helene Fischer – Farbenspiel - 12 Monate (1. November 2013 – 31. Oktober 2014, insgesamt 17 Monate + 15 Wochen) - Udo Jürgens – Mitten im Leben – Das Tribute-Album - 1 Monat (1. November – 30. November) - Helene Fischer – Farbenspiel - 3 Monate (1. Dezember 2014 – 28. Februar 2015, insgesamt 17 Monate + 15 Wochen) | - Helene Fischer – Farbenspiel - 3 Monate (1. Dezember 2014 – 28. Februar 2015, insgesamt 17 Monate + 15 Wochen) - Wolfgang Petry – Brandneu - 1 Monat (1. März – 31. März) - Udo Jürgens & Pepe Lienhard Orchester – Das letzte Konzert – Zürich 2014 - 1 Monat (1. April – 30. April) - Helene Fischer – Farbenspiel - 2 Monate (1. Mai – 9. Juli, insgesamt 17 Monate + 15 Wochen) - Umstellung auf Wochencharts zum 10. Juli 2015. - 1 Woche (10. Juli – 16. Juli) - Wolkenfrei – Wachgeküsst - 1 Woche (17. Juli – 23. Juli, insgesamt 6 Wochen) - Calimeros – Sommersehnsucht - 1 Woche (24. Juli – 30. Juli) - Wolkenfrei – Wachgeküsst - 5 Wochen (31. Juli – 3. September, insgesamt 6 Wochen) - Helene Fischer – Farbenspiel - 10 Wochen (4. September – 19. November, insgesamt 17 Monate + 15 Wochen) - Helene Fischer & Royal Philharmonic Orchestra – Weihnachten - 6 Wochen (20. November – 31. Dezember, insgesamt 17 Wochen) |
| 2016 | 2017 |
| - Helene Fischer – Farbenspiel - 2 Wochen (1. Januar – 14. Januar, insgesamt 17 Monate + 15 Wochen) - Klubbb3 – Vorsicht unzensiert! - 5 Wochen (15. Januar – 18. Februar) - Roland Kaiser – Auf den Kopf gestellt - 1 Woche (19. Februar – 25. Februar, insgesamt 2 Wochen) - Fantasy – Freudensprünge - 3 Wochen (26. Februar – 17. März, insgesamt 4 Wochen) - Wolfgang Petry – 40 Jahre – 40 Hits - 2 Wochen (18. März – 31. März) - Olaf – Du bist wie Champagner – Zum Jubiläum nur das Beste - 2 Wochen (1. April – 14. April) - Andrea Berg – Seelenbeben - 12 Wochen (15. April – 7. Juli, insgesamt 18 Wochen) - Calimeros – Schiff ahoi - 1 Woche (8. Juli – 14. Juli, insgesamt 2 Wochen) - Nik P. – Da oben #16 - 2 Wochen (15. Juli – 28. Juli) - Calimeros – Schiff ahoi - 1 Woche (29. Juli – 4. August, insgesamt 2 Wochen) - Roland Kaiser – Auf den Kopf gestellt - 1 Woche (5. August – 11. August, insgesamt 2 Wochen) - Vanessa Mai – Für Dich - 1 Woche (12. August – 19. August) - Andrea Berg – Seelenbeben - 3 Wochen (20. August – 8. September, insgesamt 18 Wochen) - Fantasy – Freudensprünge - 1 Woche (9. September – 15. September, insgesamt 4 Wochen) - Andrea Berg – Seelenbeben - 1 Woche (16. September – 22. September, insgesamt 18 Wochen) - Feuerherz – Genau wie du - 1 Woche (23. September – 29. September) - Andrea Berg – Seelenbeben - 1 Woche (30. September – 6. Oktober, insgesamt 18 Wochen) - Monika Martin – Sehnsucht nach Liebe - 1 Woche (7. Oktober – 13. Oktober) - Andrea Berg – Seelenbeben - 1 Woche (14. Oktober – 20. Oktober, insgesamt 18 Wochen) - Maite Kelly – Sieben Leben für dich - 5 Wochen (21. Oktober – 24. November) - Helene Fischer & Royal Philharmonic Orchestra – Weihnachten - 6 Wochen (25. November 2016 – 5. Januar 2017, insgesamt 17 Wochen) | - Helene Fischer & Royal Philharmonic Orchestra – Weihnachten - 6 Wochen (25. November 2016 – 5. Januar 2017, insgesamt 17 Wochen) - Udo Jürgens – Merci, Udo! - 1 Woche (6. Januar – 12. Januar 2017) - Klubbb3 – Jetzt geht’s richtig los! - 9 Wochen (13. Januar – 16. März, insgesamt 12 Wochen) - Beatrice Egli – Kick im Augenblick - 1 Woche (17. März – 23. März) - Klubbb3 – Jetzt geht’s richtig los! - 1 Woche (24. März – 30. März, insgesamt 12 Wochen) - Sandro – Verliebt - 1 Woche (31. März – 6. April) - Klubbb3 – Jetzt geht’s richtig los! - 1 Woche (7. April – 13. April, insgesamt 12 Wochen) - Fantasy – Bonnie & Clyde - 4 Wochen (14. April – 11. Mai) - Klubbb3 – Jetzt geht’s richtig los! - 1 Woche (12. Mai – 18. Mai, insgesamt 12 Wochen) - Helene Fischer – Helene Fischer - 8 Wochen (19. Mai – 13. Juli, insgesamt 35 Wochen) - Calimeros – Aloha - 1 Woche (14. Juli – 20. Juli) - Helene Fischer – Helene Fischer - 4 Wochen (21. Juli – 17. August, insgesamt 35 Wochen) - Vanessa Mai – Regenbogen - 2 Wochen (18. August – 31. August) - Helene Fischer – Helene Fischer - 3 Wochen (1. September – 21. September, insgesamt 35 Wochen) - Andrea Berg – 25 Jahre Abenteuer Leben - 3 Wochen (22. September – 12. Oktober) - Helene Fischer – Helene Fischer - 2 Wochen (13. Oktober – 26. Oktober, insgesamt 35 Wochen) - Roland Kaiser – Stromaufwärts – Kaiser singt Kaiser - 1 Woche (27. Oktober – 2. November) - Helene Fischer – Helene Fischer - 11 Wochen (3. November 2017 – 18. Januar 2018, insgesamt 35 Wochen) |
| 2018 | 2019 |
| - Helene Fischer – Helene Fischer - 11 Wochen (3. November 2017 – 18. Januar 2018, insgesamt 35 Wochen) - Klubbb3 – Wir werden immer mehr! - 5 Wochen (19. Januar – 22. Februar, insgesamt 7 Wochen) - Helene Fischer – Helene Fischer - 3 Wochen (23. Februar – 15. März, insgesamt 35 Wochen) - Fantasy – Das Beste von Fantasy – Das große Jubiläumsalbum - 1 Woche (16. März – 22. März, insgesamt 2 Wochen) - Beatrice Egli – Wohlfühlgarantie - 1 Woche (23. März – 29. März) - Matthias Reim – Meteor - 2 Wochen (30. März – 12. April) - Fantasy – Das Beste von Fantasy – Das große Jubiläumsalbum - 1 Woche (13. April – 19. April, insgesamt 2 Wochen) - Klubbb3 – Wir werden immer mehr! - 2 Wochen (20. April – 3. Mai, insgesamt 7 Wochen) - Helene Fischer – Helene Fischer - 4 Wochen (4. Mai – 31. Mai, insgesamt 35 Wochen) - Michelle – Tabu - 1 Woche (1. Juni – 7. Juni) - Eloy de Jong – Kopf aus – Herz an - 1 Woche (8. Juni – 14. Juni, insgesamt 7 Wochen) - Ben Zucker – Na und?! - 2 Wochen (15. Juni – 28. Juni, insgesamt 3 Wochen) - Eloy de Jong – Kopf aus – Herz an - 4 Wochen (29. Juni – 26. Juli, insgesamt 7 Wochen) - Calimeros – Sommerküsse - 1 Woche (27. Juli – 2. August) - Eloy de Jong – Kopf aus – Herz an - 1 Woche (3. August – 9. August, insgesamt 7 Wochen) - Vanessa Mai – Schlager - 1 Woche (10. August – 16. August) - Olaf der Flipper – Tausendmal ja - 1 Woche (17. August – 23. August) - Kerstin Ott – Mut zur Katastrophe - 7 Wochen (24. August – 11. Oktober, insgesamt 12 Wochen) - Eloy de Jong – Kopf aus – Herz an - 1 Woche (12. Oktober – 18. Oktober, insgesamt 7 Wochen) - Maite Kelly – Die Liebe siegt sowieso - 1 Woche (19. Oktober – 25. Oktober, insgesamt 3 Wochen) - Roland Kaiser – Kaisermania 2018 (Live am Elbufer Dresden) - 1 Woche (26. Oktober – 1. November) - Maite Kelly – Die Liebe siegt sowieso - 2 Wochen (2. November – 15. November, insgesamt 3 Wochen) - Hein Simons – Heintje und ich - 1 Woche (16. November – 22. November) - Helene Fischer – Best of Helene Fischer - 1 Woche (23. November – 29. November, insgesamt 15 Monate + 4 Wochen) - Helene Fischer & Royal Philharmonic Orchestra – Weihnachten - 1 Woche (30. November – 6. Dezember, insgesamt 17 Wochen) - Wolfgang Petry – Genau jetzt! - 1 Woche (7. Dezember – 13. Dezember) - Ben Zucker – Na und?! - 1 Woche (14. Dezember – 20. Dezember, insgesamt 3 Wochen) - Helene Fischer & Royal Philharmonic Orchestra – Weihnachten - 2 Wochen (21. Dezember 2018 – 3. Januar 2019, insgesamt 17 Wochen) | - Helene Fischer & Royal Philharmonic Orchestra – Weihnachten - 2 Wochen (21. Dezember 2018 – 3. Januar 2019, insgesamt 17 Wochen) - Kerstin Ott – Mut zur Katastrophe - 1 Woche (4. Januar – 10. Januar, insgesamt 12 Wochen) - Daniela Alfinito – Du warst jede Träne wert - 1 Woche (11. Januar – 17. Januar) - DJ Ötzi – 20 Jahre DJ Ötzi – Party ohne Ende - 4 Wochen (18. Januar – 14. Februar) - Kerstin Ott – Mut zur Katastrophe - 4 Wochen (15. Februar – 14. März, insgesamt 12 Wochen) - Ross Antony – Schlager lügen nicht - 1 Woche (15. März – 21. März) - Roland Kaiser – Alles oder Dich - 3 Wochen (22. März – 11. Aprili, insgesamt 4 Wochen) - Andrea Berg – Mosaik - 5 Wochen (12. April – 16. Mai, insgesamt 9 Wochen) - Calimeros – Endlos Liebe - 1 Woche (17. Mai – 23. Mai) - Andrea Berg – Mosaik - 3 Wochen (24. Mai – 13. Juni, insgesamt 9 Wochen) - Ben Zucker – Wer sagt das?! - 2 Wochen (14. Juni – 27. Juni, insgesamt 3 Wochen) - Beatrice Egli – Natürlich! - 2 Wochen (28. Juni – 11. Juli) - Semino Rossi – So ist das Leben - 2 Wochen (12. Juli – 25. Juli) - Giovanni Zarrella – La vita è bella - 2 Wochen (26. Juli – 8. August, insgesamt 11 Wochen) - Feuerherz – 4 - 1 Woche (9. August – 15. August) - Oonagh – Eine neue Zeit - 1 Woche (16. August – 22. August) - Giovanni Zarrella – La vita è bella - 1 Woche (23. August – 29. August, insgesamt 11 Wochen) - Helene Fischer – Helene Fischer Live – Die Stadion-Tour - 2 Wochen (30. August – 12. September) - Fantasy – Casanova - 3 Wochen (13. September – 3. Oktober) - Die Schlagerpiloten – Lass uns fliegen - 1 Woche (4. Oktober – 10. Oktober) - Giovanni Zarrella – La vita è bella - 1 Woche (11. Oktober – 17. Oktober, insgesamt 11 Wochen) - Nicole – 50 ist das neue 25 - 1 Woche (18. Oktober – 24. Oktober) - Giovanni Zarrella – La vita è bella - 1 Woche (25. Oktober – 31. Oktober, insgesamt 11 Wochen) - Matthias Reim – MR20 - 1 Woche (1. November – 7. November, insgesamt 2 Wochen) - Kerstin Ott – Ich muss dir was sagen - 9 Wochen (8. November 2019 – 9. Januar 2020, insgesamt 14 Wochen) |

| 2020 | 2021 |
| --- | --- |
| - Kerstin Ott – Ich muss dir was sagen - 9 Wochen (8. November 2019 – 9. Januar 2020, insgesamt 14 Wochen) - Daniela Alfinito – Liebes-Tattoo - 1 Woche (10. Januar – 16. Januar) - Giovanni Zarrella – La vita è bella - 2 Wochen (23. Januar – 30. Januar, insgesamt 11 Wochen) - Vanessa Mai – Für immer - 1 Woche (31. Januar – 6. Februar) - Giovanni Zarrella – La vita è bella - 3 Wochen (7. Februar – 27. Februar, insgesamt 11 Wochen) - Kerstin Ott – Ich muss dir was sagen - 2 Wochen (28. Februar – 12. März, insgesamt 14 Wochen) - Giovanni Zarrella – La vita è bella - 1 Woche (13. März – 19. März, insgesamt 11 Wochen) - Marianne Rosenberg – Im Namen der Liebe - 2 Wochen (20. März – 2. April) - Matthias Reim – MR20 - 1 Woche (3. April – 9. April, insgesamt 2 Wochen) - Kerstin Ott – Ich muss dir was sagen - 1 Woche (10. April – 16. April, insgesamt 14 Wochen) - Ramon Roselly – Herzenssache - 1 Woche (17. April – 23. April, insgesamt 4 Wochen) - Die Schlagerpiloten – Santo Domingo - 1 Woche (24. April – 30. April) - Ramon Roselly – Herzenssache - 2 Wochen (1. Mai – 14. Mai, insgesamt 4 Wochen) - Andrea Berg – Mosaik - 1 Woche (15. Mai – 21. Mai, insgesamt 9 Wochen) - Ben Zucker – Wer sagt das?! - 1 Woche (22. Mai – 28. Mai, insgesamt 3 Wochen) - Ramon Roselly – Herzenssache - 1 Woche (29. Mai – 4. Juni, insgesamt 4 Wochen) - Roland Kaiser – Alles oder Dich - 1 Woche (5. Juni – 11. Juni, insgesamt 4 Wochen) - Thomas Anders & Florian Silbereisen – Das Album - 7 Wochen (12. Juni – 30. Juli, insgesamt 13 Wochen) - Fantasy – 10.000 bunte Luftballons - 1 Woche (31. Juli – 6. August) - Olaf der Flipper – Fiesta - 1 Woche (7. August – 13. August) - MusikApostel – Das Beste - 1 Woche (14. August – 20. August) - Eloy de Jong – Auf das Leben – fertig – los! - 1 Woche (21. August – 27. August, insgesamt 2 Wochen) - Beatrice Egli – Bunt – Best Of - 2 Wochen (28. August – 10. September, insgesamt 3 Wochen) - Eloy de Jong – Auf das Leben – fertig – los! - 1 Woche (11. September – 17. September, insgesamt 2 Wochen) - Beatrice Egli – Bunt – Best Of - 1 Woche (18. September – 24. September, insgesamt 3 Wochen) - Kerstin Ott – Ich muss dir was sagen - 1 Woche (25. September – 1. Oktober, insgesamt 14 Wochen) - Sonia Liebing – Absolut - 1 Woche (2. Oktober – 8. Oktober) - Feuerherz – Verdammt gute Zeit – Das Beste von Feuerherz - 1 Woche (9. Oktober – 15. Oktober) - Kerstin Ott – Ich muss dir was sagen - 1 Woche (16. Oktober – 22. Oktober, insgesamt 14 Wochen) - Thomas Anders & Florian Silbereisen – Das Album - 1 Woche (23. Oktober – 29. Oktober, insgesamt 13 Wochen) - Michelle – Anders ist gut - 1 Woche (30. Oktober – 5. November) - Monika Martin – Ganz still - 1 Woche (6. November – 12. November) - Thomas Anders & Florian Silbereisen – Das Album - 5 Wochen (13. November – 19. Dezember, insgesamt 13 Wochen) - Helene Fischer – Die Helene Fischer Show – Meine schönsten Momente (Vol. 1) - 4 Wochen (20. Dezember 2020 – 14. Januar 2021) | - Helene Fischer – Die Helene Fischer Show – Meine schönsten Momente (Vol. 1) - 4 Wochen (20. Dezember 2020 – 14. Januar 2021) - Daniela Alfinito – Splitter aus Glück - 3 Wochen (15. Januar – 4. Februar) - Stimmen der Berge – Ewige Liebe - 1 Woche (5. Februar – 11. Februar) - Andrea Berg – In Liebe – ihre schönsten Liebeslieder - 3 Wochen (12. Februar – 4. März) - Nino de Angelo – Gesegnet & verflucht - 2 Wochen (5. März – 18. März, insgesamt 3 Wochen) - Stereoact – #Schlager - 1 Woche (19. März – 25. März) - Maite Kelly – Hello! - 1 Woche (26. März – 1. April, insgesamt 2 Wochen) - Vanessa Mai – Mai Tai - 1 Woche (2. April – 8. April) - Maite Kelly – Hello! - 1 Woche (9. April – 15. April, insgesamt 2 Wochen) - Giovanni Zarrella – Ciao! - 1 Woche (16. April – 22. April, insgesamt 6 Wochen) - Ben Zucker – Jetzt erst recht! - 1 Woche (23. April – 29. April) - Giovanni Zarrella – Ciao! - 1 Woche (30. April – 6. Mai, insgesamt 6 Wochen) - Henk van Daam – Das Beste - 1 Woche (7. Mai – 13. Mai) - Giovanni Zarrella – Ciao! - 3 Wochen (14. Mai – 3. Juni, insgesamt 6 Wochen) - Bernhard Brink – Lieben und leben - 1 Woche (4. Juni – 10. Juni) - Monika Martin – 25 Jahre: Ihre größten Erfolge - 1 Woche (11. Juni – 17. Juni) - Giovanni Zarrella – Ciao! - 1 Woche (18. Juni – 24. Juni, insgesamt 6 Wochen) - Calimeros – Bahama Sunshine - 1 Woche (25. Juni – 1. Juli) - Ramon Roselly – Lieblingsmomente - 1 Woche (2. Juli – 8. Juli, insgesamt 2 Wochen) - Nik P. – Seelenrausch - 1 Woche (9. Juli – 15. Juli) - Roland Kaiser – Alles Kaiser 2 – Stark wie nie - 2 Wochen (16. Juli – 29. Juli) - Ramon Roselly – Lieblingsmomente - 1 Woche (30. Juli – 5. August, insgesamt 2 Wochen) - Die Schlagerpiloten – Blue Hawaii - 1 Woche (6. August – 12. August) - Olaf der Flipper – Liebe ist - 1 Woche (13. August – 19. August) - Ross Antony – Willkommen im Club: 20 Jahre - 1 Woche (20. August – 26. August) - Anna-Carina Woitschack – Träumer - 1 Woche (27. August – 2. September) - Beatrice Egli – Alles was du brauchst - 2 Wochen (3. September – 16. September) - Kerstin Ott – Nachts sind alle Katzen grau - 2 Wochen (17. September – 30. September, insgesamt 5 Wochen) - Wolfgang Petry – Auf das Leben - 3 Wochen (1. Oktober – 21. Oktober) - Helene Fischer – Rausch - 12 Wochen (22. Oktober 2021 – 13. Januar 2022, insgesamt 22 Wochen) |
| 2022 | 2023 |
| - Helene Fischer – Rausch - 12 Wochen (22. Oktober 2021 – 13. Januar 2022, insgesamt 22 Wochen) - Daniela Alfinito – Löwenmut - 1 Woche (14. Januar – 20. Januar) - Matthias Reim – Matthias - 1 Woche (21. Januar – 27. Januar, insgesamt 4 Wochen) - Bianca – Wege des Glaubens - 1 Woche (28. Januar – 3. Februar, insgesamt 2 Wochen) - Matthias Reim – Matthias - 1 Woche (4. Februar – 10. Februar, insgesamt 4 Wochen) - Helene Fischer – Rausch - 1 Woche (11. Februar – 17. Februar, insgesamt 22 Wochen) - Nino de Angelo – Gesegnet & verflucht - 1 Woche (18. Februar – 24. Februar, insgesamt 3 Wochen) - Fantasy – Lieder unseres Lebens - 1 Woche (25. Februar – 3. März) - Art Garfunkel Jr. – Wie du: Hommage an meinen Vater - 2 Wochen (4. März – 17. März) - Matthias Reim – Matthias - 1 Woche (18. März – 24. März, insgesamt 4 Wochen) - Semino Rossi – Heute hab ich Zeit für dich - 1 Woche (25. März – 31. März) - Die Schlagerpiloten – Durchstarten ins Glück – Das Beste - 1 Woche (1. April – 7. April) - Bianca – Wege des Glaubens - 1 Woche (8. April – 14. April, insgesamt 2 Wochen) - Kerstin Ott – Nachts sind alle Katzen grau - 3 Wochen (15. April – 5. Mai, insgesamt 5 Wochen) - Matthias Reim – Matthias - 1 Woche (6. Mai – 12. Mai, insgesamt 4 Wochen) - Roland Kaiser – Meine Playlist – Alles was Du willst - 1 Woche (13. Mai – 19. Mai) - Calimeros – Sommersterne - 1 Woche (20. Mai – 26. Mai) - Michelle – 30 Jahre Michelle – Das war’s … noch nicht! - 2 Wochen (27. Mai – 9. Juni, insgesamt 3 Wochen) - Bianca – Die Rosen der Madonna - 1 Woche (10. Juni – 16. Juni) - Hansi Hinterseer – Weil es dich gibt - 1 Woche (17. Juni – 23. Juni) - Michelle – 30 Jahre Michelle – Das war’s … noch nicht! - 1 Woche (24. Juni – 30. Juni, insgesamt 3 Wochen) - Die Schlagerpiloten – Sommer-Sonnen-Feeling - 1 Woche (1. Juli – 7. Juli) - Fernando Express – Komm, wir feiern das Leben - 1 Woche (8. Juli – 14. Juli) - Marianne Rosenberg – Diva - 2 Wochen (15. Juli – 28. Juli) - Lucas Cordalis – Lucas Cordalis - 1 Woche (29. Juli – 4. August) - Andrea Berg – Ich würd’s wieder tun - 2 Wochen (5. August – 18. August, insgesamt 3 Wochen) - Vanessa Mai – Metamorphose - 1 Woche (19. August – 25. August) - Giovanni Zarrella – Per sempre - 2 Wochen (26. August – 8. September) - Roland Kaiser – Perspektiven - 5 Wochen (9. September – 13. Oktober, insgesamt 12 Wochen) - Vincent Gross – Frei - 1 Woche (14. Oktober – 20. Oktober) - Kerstin Ott – Best Ott - 1 Woche (21. Oktober – 27. Oktober, insgesamt 3 Wochen) - Helene Fischer – Rausch - 1 Woche (28. Oktober – 3. November, insgesamt 22 Wochen) - Ben Zucker – Was wir haben, ist für immer – Das Beste aus 5 Jahren - 1 Woche (4. November – 10. November) - Kerstin Ott – Best Ott - 1 Woche (11. November – 17. November, insgesamt 3 Wochen) - Roland Kaiser – Perspektiven - 1 Woche (18. November – 24. November, insgesamt 12 Wochen) - Andrea Berg – Ich würd’s wieder tun - 1 Woche (25. November – 1. Dezember, insgesamt 3 Wochen) - Helene Fischer – Rausch - 3 Wochen (2. Dezember – 22. Dezember, insgesamt 22 Wochen) - Udo Jürgens – Da capo, Udo Jürgens – Stationen einer Weltkarriere - 2 Wochen (23. Dezember 2022 – 5. Januar 2023) | - Udo Jürgens – Da capo, Udo Jürgens – Stationen einer Weltkarriere - 2 Wochen (23. Dezember 2022 – 5. Januar 2023) - Kerstin Ott – Best Ott - 1 Woche (6. Januar – 12. Januar, insgesamt 3 Wochen) - Daniela Alfinito – Frei und grenzenlos - 1 Woche (13. Januar – 19. Januar) - Fantasy – Mitten im Feuer - 1 Woche (20. Januar – 26. Januar) - Die Amigos – Best Of - 1 Woche (27. Januar – 2. Februar) - Rudy Giovannini – Das Beste - 1 Woche (3. Februar – 9. Februar) - Roland Kaiser – Perspektiven - 2 Wochen (10. Februar – 23. Februar, insgesamt 12 Wochen) - Die Schlagerpiloten – Das Beste - 1 Woche (24. Februar – 2. März) - Mark Keller – Mein kleines Glück - 1 Woche (3. März – 9. März) - Wolfgang Petry – Stark wie wir - 1 Woche (10. März – 16. März) - Tony Marshall – Das Beste – Gedenk-Edition - 1 Woche (17. März – 23. März) - Roland Kaiser – Perspektiven - 1 Woche (24. März – 30. März, insgesamt 12 Wochen) - Howard Carpendale – Die Show meines Lebens – Live in Hamburg - 1 Woche (31. März – 6. April) - Wolkenfrei (Vanessa Mai) – Hotel Tropicana - 1 Woche (7. April – 13. April) - Andrea Jürgens – Best Of - 1 Woche (14. April – 20. April) - Rudy Giovannini – Hast du Zeit - 1 Woche (21. April – 27. April) - Maite Kelly – Love, Maite – das Beste … bis jetzt! - 2 Woche (28. April – 11. Mai) - Olaf der Flipper – Dankeschön - 1 Woche (12. Mai – 18. Mai) - Helene Fischer – Best of Helene Fischer - 1 Woche (19. Mai – 25. Mai, insgesamt 15 Monate + 4 Wochen) - Calimeros – Marianna Havanna - 1 Woche (26. Mai – 1. Juni) - Monika Martin – Diese Liebe schickt der Himmel - 1 Woche (2. Juni – 8. Juni) - Melia – Ozean Herz - 1 Woche (9. Juni – 15. Juni) - Helene Fischer – Best of Helene Fischer - 1 Woche (16. Juni – 22. Juni, insgesamt 15 Monate + 4 Wochen) - Ross Antony – 100% Ross - 1 Woche (23. Juni – 29. Juni) - Die Amigos – Atlantis wird leben - 1 Woche (30. Juni – 6. Juli, insgesamt 2 Wochen) - Beatrice Egli – Balance - 3 Wochen (7. Juli – 27. Juli, insgesamt 8 Wochen) - Oli.P – Hey Freiheit – Das Album - 1 Woche (28. Juli – 3. August) - Roland Kaiser – Perspektiven - 1 Woche (4. August – 10. August, insgesamt 12 Wochen) - Die Schlagerpiloten – Rio - 1 Woche (11. August – 17. August) - Hansi Hinterseer – Glaub an Dich: Von Herzen das Beste - 1 Woche (18. August – 24. August) - Mia Julia – Schlechte Manieren - 1 Woche (25. August – 31. August) - Roland Kaiser – Perspektiven - 1 Woche (1. September – 7. September, insgesamt 12 Wochen) - Fernando Express – Der schönste Tanz mit dir - 1 Woche (8. September – 14. September) - Roland Kaiser – Perspektiven - 1 Woche (15. September – 21. September, insgesamt 12 Wochen) - Joachim Witt – Der Fels in der Brandung - 1 Woche (22. September – 28. September) - Fantasy – Das Beste - 1 Woche (29. September – 5. Oktober) - Helene Fischer – Best of Helene Fischer - 1 Woche (6. Oktober – 12. Oktober, insgesamt 15 Monate + 4 Wochen) - Bianca – Best Of - 1 Woche (13. Oktober – 19. Oktober) - Howard Carpendale – Let’s Do It Again - 3 Wochen (20. Oktober – 9. November, insgesamt 6 Wochen) - Rudy Giovannini – Alles Gute - 1 Woche (10. November – 16. November) - Howard Carpendale – Let’s Do It Again - 2 Wochen (17. November – 30. November, insgesamt 6 Wochen) - Helene Fischer – Farbenspiel - 1 Woche (1. Dezember – 7. Dezember, insgesamt 17 Monate + 15 Wochen) - Howard Carpendale – Let’s Do It Again - 1 Woc (8. Dezember – 14. Dezember, insgesamt 6 Wochen) - Ben Zucker – Heute nicht! - 2 Wochen (15. Dezember – 28. Dezember) - Die Amigos – Atlantis wird leben - 1 Woche (29. Dezember 2023 – 4. Januar 2024, insgesamt 2 Wochen) |
| 2024 | 2025 |
| - Die Amigos – Atlantis wird leben - 1 Woche (29. Dezember 2023 – 4. Januar 2024, insgesamt 2 Wochen) - Ikke Hüftgold – Nummer eins - 1 Woche (5. Januar – 11. Januar) - Daniela Alfinito – Einfach echt - 2 Wochen (12. Januar – 25. Januar) - Fantasy – Phönix aus der Asche - 1 Woche (26. Januar – 1. Februar) - Helene Fischer – Rausch - 1 Woche (2. Februar – 8. Februar, insgesamt 22 Wochen) - Hansi Hinterseer – Schön, dass es dich gibt - 1 Woche (9. Februar – 15. Februar) - Helene Fischer – Rausch - 3 Wochen (16. Februar – 7. März, insgesamt 22 Wochen) - Beatrice Egli – Balance - 3 Wochen (8. März – 28. März, insgesamt 8 Wochen) - Henk van Daam – Du liegst mir im Herzen - 1 Woche (29. März – 4. April) - Maite Kelly – Nur Liebe - 2 Wochen (5. April – 18. April, insgesamt 3 Wochen) - Claudia Jung – 3fach Jung - 1 Woche (19. April – 25. April) - Beatrice Egli – Balance - 1 Woche (26. April – 2. Mai, insgesamt 8 Wochen) - Matthias Reim – Zeppelin - 2 Wochen (3. Mai – 16. Mai, insgesamt 4 Wochen) - Calimeros – Shalala - 1 Woche (17. Mai – 23. Mai) - Matthias Reim – Zeppelin - 1 Woche (24. Mai – 30. Mai, insgesamt 4 Wochen) - Rudy Giovannini – Wenn im Frühling Blumen blühen - 1 Woche (31. Mai – 6. Juni) - Matthias Reim – Zeppelin - 1 Woche (7. Juni – 13. Juni, insgesamt 4 Wochen) - Marianne Rosenberg – Bunter Planet - 2 Wochen (14. Juni – 27. Juni) - Ikke Hüftgold – Mach ihn rein - 1 Woche (28. Juni – 4. Juli) - Bernhard Brink – Stärker als die Ewigkeit - 1 Woche (5. Juli – 11. Juli) - Michelle – Flutlicht - 2 Wochen (12. Juli – 25. Juli, insgesamt 3 Wochen) - Andrea Jürgens – Die Hits ihres Lebens - 1 Woche (26. Juli – 1. August) - Michelle – Flutlicht - 1 Woche (2. August – 8. August, insgesamt 3 Wochen) - Die Schlagerpiloten – Bonita - 1 Woche (9. August – 15. August) - Helene Fischer – Rausch - 1 Woche (16. August – 22. August, insgesamt 22 Wochen) - Anna-Carina Woitschack – Meine Zeit - 1 Woche (23. August – 29. August) - Ramon Roselly – Süchtig - 2 Wochen (30. August – 12. September) - Semino Rossi – Magische Momente - 1 Woche (13. September – 19. September) - Daniela Alfinito – Die große Jubiläums-Edition - 1 Woche (20. September – 26. September) - Die Amigos – Stimmen der Nacht - 1 Woche (27. September – 3. Oktober) - Udo Jürgens – Udo 90 - 2 Wochen (4. Oktober – 17. Oktober) - Beatrice Egli – Balance - 1 Woche (18. Oktober – 24. Oktober, insgesamt 8 Wochen) - Andrea Berg – Andrea Berg - 2 Wochen (25. Oktober – 7. November, insgesamt … Wochen) - Oli.P – Wunder - 1 Woche (8. November – 14. November) - Andrea Berg – Andrea Berg - 3 Wochen (15. November – 5. Dezember, insgesamt … Wochen) - Rudy Giovannini – Best Of - 1 Woche (6. Dezember – 12. Dezember) - Andrea Berg – Andrea Berg - 1 Woche (13. Dezember – 19. Dezember, insgesamt … Wochen) - Helene Fischer & Royal Philharmonic Orchestra – Weihnachten - 2 Wochen (20. Dezember 2024 – 2. Januar 2025, insgesamt 17 Wochen) | - Helene Fischer & Royal Philharmonic Orchestra – Weihnachten - 2 Wochen (20. Dezember 2024 – 2. Januar 2025, insgesamt 17 Wochen) - Thomas Anders & Florian Silbereisen – Nochmal! - 1 Woche (3. Januar – 9. Januar, insgesamt 2 Wochen) - Daniela Alfinito – Blick nach vorn - 1 Woche (10. Januar – 16. Januar) - Melissa Naschenweng – Alpenbarbie - 1 Woche (17. Januar – 23. Januar) - Isi Glück – Alles Isi - 1 Woche (24. Januar – 30. Januar) - Thomas Anders & Florian Silbereisen – Nochmal! - 1 Woche (31. Januar – 6. Februar, insgesamt 2 Wochen) - Maite Kelly – Nur Liebe - 1 Woche (7. Februar – 13. Februar, insgesamt 3 Wochen) - Roland Kaiser – Marathon - 2 Wochen (14. Februar – 27. Februar, insgesamt 13 Wochen) - Nino de Angelo – Irgendwann im Leben - 1 Woche (28. Februar – 6. März, insgesamt 2 Wochen) - Roland Kaiser – Marathon - 3 Wochen (7. März – 27. März, insgesamt 13 Wochen) - Fantasy – Willkommen im Wunderland - 1 Woche (28. März – 3. April) - Roland Kaiser – Marathon - 3 Wochen (4. April – 24. April, insgesamt 13 Wochen) - Nino de Angelo – Irgendwann im Leben - 2 Wochen (25. April – 1. Mai, insgesamt 2 Wochen) - Roland Kaiser – Marathon - 2 Wochen (2. Mai – 15. Mai, insgesamt 13 Wochen) - Eloy de Jong – Stärker - 1 Woche (16. Mai – 22. Mai) - Laura Wilde – Boulevard Sehnsucht - 1 Woche (23. Mai – 29. Mai) - Roland Kaiser – Marathon - 2 Wochen (30. Mai – 12. Juni, insgesamt 13 Wochen) - Calimeros – Verliebtes Herz an Board - 1 Woche (13. Juni – 19. Juni) - Roland Kaiser – Marathon - 1 Woche (20. Juni – 26. Juni, insgesamt 13 Wochen) - Andrea Berg – Andrea Berg - 2 Wochen (27. Juni – 10. Juli, insgesamt … Wochen) - Ross Antony – 100 Jahre gute Laune - 1 Woche (11. Juli – 17. Juli) - Jay Khan – Verdammt! - 1 Woche (18. Juli – 24. Juli) - Andrea Berg – Andrea Berg - … Wochen (seit dem 25. Juli, insgesamt … Wochen) |

## Künstler mit den meisten Nummer-eins-Alben
Diese Liste beinhaltet alle Künstler nach Anzahl ihrer Nummer-eins-Alben absteigend, welche sich mit mindestens drei Alben an der Spitze der Schlager-Albumcharts platzieren konnten sowie eine detaillierte Auflistung aller Künstlern mit mindestens fünf Nummer-eins-Erfolgen in chronologischer Reihenfolge. Bei gleicher Albumanzahl sind die Künstler alphabetisch aufgeführt.
- 16:  Andrea Berg
- 14:  Helene Fischer
- 10:  Calimeros und  Fantasy
- 09:  Wolfgang Petry,  Matthias Reim und   Semino Rossi
- 08:  Daniela Alfinito,   Udo Jürgens,  Roland Kaiser,  Vanessa Mai/Wolkenfrei und  Die Schlagerpiloten
- 07:  Michelle
- 06:  Beatrice Egli
- 05:  Die Amigos,   Howard Carpendale,  Die Flippers,  Rudy Giovannini,  Maite Kelly,  Olaf der Flipper und  Ben Zucker
- 04:   Ross Antony,  Monika Martin und  Kerstin Ott
- 03:  Bianca,  Bernhard Brink,  Feuerherz,  Hansi Hinterseer,  Eloy de Jong,    Klubbb3,  Ramon Roselly,  Marianne Rosenberg und  Giovanni Zarrella

### Andrea Berg
| Jahr | Titel                                  | Verweildauer | Zeitraum | Anmerkungen | Bild |
| ---- | -------------------------------------- | ------------ | --- | ----------- | ---- |
| 2002 | Best Of                                | 16 Monate    | 1. Februar – 28. Februar 1. Juli – 31. Juli 1. September – 30. September 1. Mai 2003 – 30. Juni 2003 1. September 2003 – 30. September 2003 1. Januar 2004 – 31. Januar 2004 1. März 2004 – 30. April 2004 1. Juni 2004 – 31. Juli 2004 1. Januar 2005 – 28. Februar 2005 1. Mai 2005 – 30. Juni 2005 1. Dezember 2005 – 31. Dezember 2005 |             |      |
| 2002 | Nah am Feuer                           | 1 Monat      | 1. Mai – 31. Mai |             |      |
| 2003 | Machtlos                               | 2 Monate     | 1. Juli – 31. August |             |      |
| 2004 | Du                                     | 3 Monate     | 1. August – 31. Oktober |             |      |
| 2006 | Splitternackt                          | 4 Monate     | 1. Mai – 31. August |             |      |
| 2007 | Die neue Best Of                       | 2 Monate     | 1. Mai – 30. Juni |             |      |
| 2009 | Zwischen Himmel & Erde                 | 3 Monate     | 1. Mai – 31. Juli |             |      |
| 2010 | Schwerelos                             | 4 Monate     | 1. Dezember 2010 – 31. Januar 2011 1. März 2011 – 30. April 2011 |             |      |
| 2011 | Abenteuer                              | 5 Monate     | 1. November – 30. November 1. März 2012 – 30. April 2012 1. März 2013 – 30. April 2013 |             |      |
| 2013 | Atlantis                               | 1 Monat      | 1. Oktober – 31. Oktober |             |      |
| 2016 | Seelenbeben                            | 18 Wochen    | 15. April – 7. Juli 19. August – 8. September 16. September – 22. September 30. September – 6. Oktober 14. Oktober – 20. Oktober |             |      |
| 2017 | 25 Jahre Abenteuer Leben               | 3 Wochen     | 22. September – 12. Oktober |             |      |
| 2019 | Mosaik                                 | 9 Wochen     | 12. April – 16. Mai 24. Mai – 13. Juni 15. Mai 2020 – 21. Mai 2020 |             |      |
| 2021 | In Liebe – ihre schönsten Liebeslieder | 3 Wochen     | 12. Februar – 4. März |             |      |
| 2022 | Ich würd’s wieder tun                  | 3 Wochen     | 5. August – 18. August 25. November – 1. Dezember |             |      |
| 2024 | Andrea Berg                            | 10 Wochen    | 25. Oktober – 7. November 15. November – 5. Dezember 13. Dezember – 19. Dezember 27. Juni 2025 – 10. Juli 2025 25. Juli 2025 – 7. August 2025 |             |      |

### Helene Fischer
| Jahr | Titel                                                      | Verweildauer          | Zeitraum | Anmerkungen                          | Bild |
| ---- | ---------------------------------------------------------- | --------------------- | --- | ------------------------------------ | ---- |
| 2007 | So nah wie du                                              | 6 Monate              | 1. August – 30. September 1. Februar 2008 – 29. Februar 2008 1. April 2008 – 30. April 2008 1. Juni 3008 – 31. Juli 2008 |                                      |      |
| 2008 | Mut zum Gefühl – Live                                      | 1 Monat               | 1. Mai – 31. Mai |                                      |      |
| 2008 | Zaubermond                                                 | 6 Monate              | 1. August – 31. Oktober 1. März 2009 – 30. April 2009 1. September 2009 – 30. September 2009 |                                      |      |
| 2009 | Zaubermond – Live                                          | 1 Monat               | 1. August – 31. August |                                      |      |
| 2009 | So wie ich bin                                             | 6 Monate              | 1. Dezember 2009 – 31. März 2010 1. Mai 2010 – 30. Juni 2010 |                                      |      |
| 2010 | Best of Helene Fischer                                     | 15 Monate + 4 Wochen  | 1. Juli – 31. Oktober 1. Februar 2011 – 28. Februar 2011 1. September 2011 – 30. September 2011 1. Juli 2012 – 30. September 2012 1. November 2012 – 30. November 2012 1. Januar 2013 – 31. Januar 2013 1. Juni 2013 – 30. September 2013 23. November 2018 – 29. November 2018 19. Mai 2023 – 25. Mai 2023 16. Juni 2023 – 22. Juni 2023 6. Oktober 2023 – 12. Oktober 2023 |                                      |      |
| 2011 | Für einen Tag                                              | 5 Monate              | 1. Dezember 2011 – 29. Februar 2012 1. Mai 2012 – 30. Juni 2012 |                                      |      |
| 2013 | Für einen Tag – Live 2012                                  | 1 Monat               | 1. Februar – 28. Februar |                                      |      |
| 2013 | Farbenspiel                                                | 17 Monate + 15 Wochen | 1. November 2013 – 31. Oktober 2014 1. Dezember 2014 – 28. Februar 2015 1. Mai 2015 – 16. Juli 2015 4. September 2015 – 19. November 2015 1. Januar 2016 – 14. Januar 2016 1. Dezember 2023 – 7. Dezember 2023 |                                      |      |
| 2015 | Weihnachten                                                | 17 Wochen             | 20. November – 31. Dezember 25. November 2016 – 5. Januar 2017 30. November 2018 – 6. Dezember 2018 21. Dezember 2018 – 3. Januar 2019 20. Dezember 2024 – 2. Januar 2025 | mit dem Royal Philharmonic Orchestra |      |
| 2017 | Helene Fischer                                             | 35 Wochen             | 19. Mai – 13. Juli 21. Juli – 7. August 1. September – 21. September 13. Oktober – 26. Oktober 3. November 2017 – 18. Januar 2018 |                                      |      |
| 2019 | Helene Fischer Live – Die Stadion-Tour                     | 2 Wochen              | 30. August – 12. September |                                      |      |
| 2020 | Die Helene Fischer Show – Meine schönsten Momente (Vol. 1) | 4 Wochen              | 18. Dezember 2020 – 14. Januar 2021 |                                      |      |
| 2021 | Rausch                                                     | 22 Wochen             | 22. Oktober 2021 – 13. Januar 2022 11. Februar 2022 – 17. Februar 2022 28. Oktober 2022 – 3. November 2022 2. Dezember 2022 – 15. Dezember 2022 2. Februar 2024 – 8. Februar 2024 16. Februar 2024 – 7. März 2024 16. August 2024 – 22. August 2024 |                                      |      |

### Calimeros
| Jahr | Titel                    | Verweildauer | Zeitraum                                 | Anmerkungen | Bild |
| ---- | ------------------------ | ------------ | ---------------------------------------- | ----------- | ---- |
| 2015 | Sommersehnsucht          | 1 Woche      | 24. Juli – 30. Juli                      |             |      |
| 2016 | Schiff ahoi              | 2 Wochen     | 8. Juli – 14. Juli, 29. Juli – 4. August |             |      |
| 2017 | Aloha                    | 1 Woche      | 14. Juli – 20. Juli                      |             |      |
| 2018 | Sommerküsse              | 1 Woche      | 27. Juli – 2. August                     |             |      |
| 2019 | Endlos Liebe             | 1 Woche      | 17. Mai – 23. Mai                        |             |      |
| 2021 | Bahama Sunshine          | 1 Woche      | 25. Juni – 30. Juni                      |             |      |
| 2022 | Sommersterne             | 1 Woche      | 20. Mai – 26. Mai                        |             |      |
| 2023 | Marianna Havanna         | 1 Woche      | 26. Mai – 1. Juni                        |             |      |
| 2024 | Shalala                  | 1 Woche      | 17. Mai – 23. Mai                        |             |      |
| 2025 | Verliebtes Herz an Board | 1 Woche      | 13. Juni – 19. Juni                      |             |      |

### Fantasy
| Jahr | Titel                                            | Verweildauer | Zeitraum                                             | Anmerkungen | Bild |
| ---- | ------------------------------------------------ | ------------ | ---------------------------------------------------- | ----------- | ---- |
| 2016 | Freudensprünge                                   | 4 Wochen     | 26. Februar – 17. März, 9. September – 15. September |             |      |
| 2017 | Bonnie & Clyde                                   | 4 Wochen     | 14. April – 11. April                                |             |      |
| 2018 | Das Beste von Fantasy – Das große Jubiläumsalbum | 2 Wochen     | 16. März – 22. März, 13. April – 19. April           |             |      |
| 2019 | Casanova                                         | 3 Wochen     | 13. September – 3. Oktober                           |             |      |
| 2020 | 10.000 bunte Luftballons                         | 1 Woche      | 31. Juli – 6. August                                 |             |      |
| 2022 | Lieder unseres Lebens                            | 1 Woche      | 25. Februar – 3. März                                |             |      |
| 2023 | Mitten im Feuer                                  | 1 Woche      | 20. Januar – 26. Januar                              |             |      |
| 2023 | Das Beste                                        | 1 Woche      | 29. September – 5. Oktober                           |             |      |
| 2024 | Phönix aus der Asche                             | 1 Woche      | 26. Januar – 1. Februar                              |             |      |
| 2025 | Willkommen im Wunderland                         | 1 Woche      | 28. März – 3. April                                  |             |      |

### Wolfgang Petry
| Jahr | Titel                | Verweildauer | Zeitraum                                                | Anmerkungen | Bild |
| ---- | -------------------- | ------------ | ------------------------------------------------------- | ----------- | ---- |
| 2001 | Achterbahn           | 1 Monat      | 1. November – 30. November                              |             |      |
| 2002 | Alles 2              | 5 Monate     | 1. Januar – 31. Januar 1. Dezember 2002 – 31. März 2003 |             |      |
| 2003 | Kein Grund zur Panik | 1 Monat      | 1. November – 30. November                              |             |      |
| 2004 | Typisch              | 1 Monat      | 1. Dezember – 31. Dezember                              |             |      |
| 2015 | Brandneu             | 1 Monat      | 1. März – 31. März                                      |             |      |
| 2016 | 40 Jahre – 40 Hits   | 2 Wochen     | 18. März – 31. März                                     |             |      |
| 2018 | Genau jetzt!         | 1 Woche      | 7. Dezember – 13. Dezember                              |             |      |
| 2021 | Auf das Leben        | 3 Wochen     | 1. Oktober – 21. Oktober                                |             |      |
| 2023 | Stark wie wir        | 1 Woche      | 10. März – 16. März                                     |             |      |

### Matthias Reim
| Jahr | Titel                                 | Verweildauer | Zeitraum                                                                              | Anmerkungen | Bild |
| ---- | ------------------------------------- | ------------ | ------------------------------------------------------------------------------------- | ----------- | ---- |
| 2002 | Morgenrot                             | 2 Monate     | 1. März – 30. April                                                                   |             |      |
| 2003 | Reim 2003                             | 1 Monat      | 1. Oktober – 31. Oktober                                                              |             |      |
| 2004 | Dejá vu – Das Beste von Matthias Reim | 1 Monat      | 1. November – 30. November                                                            |             |      |
| 2005 | Unverwundbar                          | 1 Monat      | 1. November – 30. November                                                            |             |      |
| 2007 | Männer sind Krieger                   | 1 Monat      | 1. Juli – 31. Juli                                                                    |             |      |
| 2018 | Meteor                                | 2 Wochen     | 30. März – 12. April                                                                  |             |      |
| 2019 | MR20                                  | 2 Wochen     | 1. November – 7. November 3. April 2020 – 9. April 2020                               |             |      |
| 2022 | Matthias                              | 4 Wochen     | 21. Januar – 27. Januar 4. Februar – 10. Februar 18. März – 24. März 6. Mai – 12. Mai |             |      |
| 2024 | Zeppelin                              | 4 Wochen     | 3. Mai – 16. Mai 24. Mai – 30. Mai 7. Juni – 13. Juni                                 |             |      |

### Semino Rossi
| Jahr | Titel                       | Verweildauer | Zeitraum                                                       | Anmerkungen | Bild |
| ---- | --------------------------- | ------------ | -------------------------------------------------------------- | ----------- | ---- |
| 2005 | Tausend Rosen Für Dich      | 7 Monate     | 1. Juli – 31. Oktober 1. Februar 2006 – 30. April 2006         |             |      |
| 2006 | Ich denk an Dich            | 6 Monate     | 1. September 2006 – 28. Februar 2007                           |             |      |
| 2007 | Einmal ja – Immer ja        | 5 Monate     | 1. November – 30. November 1. November 2008 – 28. Februar 2009 |             |      |
| 2009 | Die Liebe bleibt            | 2 Monate     | 1. Oktober – 31. Oktober 1. November 2010 – 30. November 2010  |             |      |
| 2011 | Augenblicke                 | 3 Monate     | 1. Juli – 31. August 1. Oktober – 31. Oktober                  |             |      |
| 2013 | Symphonie des Lebens        | 1 Monat      | 1. Mai – 31. Mai                                               |             |      |
| 2019 | So ist das Leben            | 2 Wochen     | 12. Juli – 25. Juli                                            |             |      |
| 2022 | Heute hab ich Zeit für dich | 1 Woche      | 25. März – 31. März                                            |             |      |
| 2024 | Magische Momente            | 1 Woche      | 13. September – 19. September                                  |             |      |

### Daniela Alfinito
| Jahr | Titel                       | Verweildauer | Zeitraum                      | Anmerkungen | Bild |
| ---- | --------------------------- | ------------ | ----------------------------- | ----------- | ---- |
| 2019 | Du warst jede Träne wert    | 1 Woche      | 11. Januar – 17. Januar       |             |      |
| 2020 | Liebes-Tattoo               | 1 Woche      | 10. Januar – 16. Januar       |             |      |
| 2021 | Splitter aus Glück          | 3 Wochen     | 15. Januar – 4. Februar       |             |      |
| 2022 | Löwenmut                    | 1 Woche      | 14. Januar – 20. Januar       |             |      |
| 2023 | Frei und grenzenlos         | 1 Woche      | 13. Januar – 19. Januar       |             |      |
| 2024 | Einfach echt                | 2 Wochen     | 12. Januar – 25. Januar       |             |      |
| 2024 | Die große Jubiläums-Edition | 1 Woche      | 20. September – 26. September |             |      |
| 2025 | Blick nach vorn             | 1 Woche      | 10. Januar – 16. Januar       |             |      |

### Udo Jürgens
| Jahr | Titel                                               | Verweildauer | Zeitraum                           | Anmerkungen                     | Bild |
| ---- | --------------------------------------------------- | ------------ | ---------------------------------- | ------------------------------- | ---- |
| 2008 | Einfach ich                                         | 1 Monat      | 1. November – 30. November         |                                 |      |
| 2009 | Best Of                                             | 1 Monat      | 1. November – 30. November         |                                 |      |
| 2011 | Der ganz normale Wahnsinn                           | 1 Monat      | 1. Mai – 31. Mai                   |                                 |      |
| 2014 | Mitten im Leben – Das Tribute-Album                 | 1 Monat      | 1. November – 30. November         |                                 |      |
| 2015 | Das letzte Konzert – Zürich 2014                    | 1 Monat      | 1. April – 30. April               | mit dem Pepe Lienhard Orchester |      |
| 2017 | Merci, Udo!                                         | 1 Woche      | 6. Januar – 12. Januar             |                                 |      |
| 2022 | Da capo, Udo Jürgens – Stationen einer Weltkarriere | 2 Wochen     | 23. Dezember 2022 – 5. Januar 2023 |                                 |      |
| 2024 | Udo 90                                              | 2 Wochen     | 4. Oktober – 17. Oktober           |                                 |      |

### Roland Kaiser
| Jahr | Titel                                      | Verweildauer | Zeitraum | Anmerkungen | Bild |
| ---- | ------------------------------------------ | ------------ | --- | ----------- | ---- |
| 2016 | Auf den Kopf gestellt                      | 2 Wochen     | 19. Februar – 25. Februar, 5. August – 11. August |             |      |
| 2017 | Stromaufwärts – Kaiser singt Kaiser        | 1 Woche      | 27. Oktober – 2. November |             |      |
| 2018 | Kaisermania 2018 (Live am Elbufer Dresden) | 1 Woche      | 26. Oktober – 1. November |             |      |
| 2019 | Alles oder Dich                            | 3 Wochen     | 22. März – 11. April |             |      |
| 2020 | Alles Kaiser 2 – Stark wie nie             | 2 Wochen     | 16. Juli – 29. Juli |             |      |
| 2022 | Meine Playlist – Alles was Du willst       | 1 Woche      | 13. Mai – 19. Mai |             |      |
| 2022 | Perspektiven                               | 12 Wochen    | 9. September – 13. Oktober 18. November – 24. November 10. Februar 2023 – 23. Februar 2023 24. März 2023 – 30. März 2023 4. August 2023 – 10. August 2023 1. September 2023 – 7. September 2023 15. September 2023 – 21. September 2023 |             |      |
| 2025 | Marathon                                   | 13 Wochen    | 14. Februar – 27. Februar 7. März – 27. März 4. April – 24. April 2. Mai – 15. Mai 30. Mai – 12. Juni 20. Juni – 26. Juni |             |      |

### Vanessa Mai
| Jahr | Titel           | Verweildauer | Zeitraum                                    | Anmerkungen | Bild |
| ---- | --------------- | ------------ | ------------------------------------------- | ----------- | ---- |
| 2015 | Wachgeküsst     | 6 Wochen     | 17. Juli – 23. Juli 31. Juli – 3. September |             |      |
| 2016 | Für Dich        | 1 Woche      | 12. August – 18. August                     |             |      |
| 2017 | Regenbogen      | 2 Wochen     | 18. August – 31. August                     |             |      |
| 2018 | Schlager        | 1 Woche      | 10. August – 16. August                     |             |      |
| 2020 | Für immer       | 1 Woche      | 31. Januar – 6. Februar                     |             |      |
| 2021 | Mai Tai         | 1 Woche      | 2. April – 8. April                         |             |      |
| 2022 | Metamorphose    | 1 Woche      | 19. August – 25. August                     |             |      |
| 2023 | Hotel Tropicana | 1 Woche      | 7. April – 13. April                        |             |      |

### Die Schlagerpiloten
| Jahr | Titel                              | Verweildauer | Zeitraum                 | Anmerkungen | Bild |
| ---- | ---------------------------------- | ------------ | ------------------------ | ----------- | ---- |
| 2019 | Lass uns fliegen                   | 1 Woche      | 4. Oktober – 10. Oktober |             |      |
| 2020 | Santo Domingo                      | 1 Woche      | 24. April – 30. April    |             |      |
| 2021 | Blue Hawaii                        | 1 Woche      | 6. August – 12. August   |             |      |
| 2022 | Durchstarten ins Glück – Das Beste | 1 Woche      | 1. April – 7. April      |             |      |
| 2022 | Sommer-Sonnen-Feeling              | 1 Woche      | 1. Juli – 7. Juli        |             |      |
| 2023 | Das Beste                          | 1 Woche      | 24. Februar – 2. März    |             |      |
| 2023 | Rio                                | 1 Woche      | 11. August – 17. August  |             |      |
| 2024 | Bonita                             | 1 Woche      | 9. August – 15. August   |             |      |

### Michelle
| Jahr | Titel                                       | Verweildauer | Zeitraum                                  | Anmerkungen | Bild |
| ---- | ------------------------------------------- | ------------ | ----------------------------------------- | ----------- | ---- |
| 2001 | Best Of                                     | 3 Monate     | 1. März – 31. Mai                         |             |      |
| 2002 | Rouge                                       | 1 Monat      | 1. Oktober – 31. Oktober                  |             |      |
| 2005 | Leben!                                      | 1 Monat      | 1. April – 30. April                      |             |      |
| 2018 | Tabu                                        | 1 Woche      | 1. Juni – 7. Juni                         |             |      |
| 2020 | Anders ist gut                              | 1 Woche      | 30. Oktober – 5. November                 |             |      |
| 2022 | 30 Jahre Michelle – Das war’s … noch nicht! | 3 Wochen     | 27. Mai – 9. Juni 24. Juni – 30. Juni     |             |      |
| 2024 | Flutlicht                                   | 3 Wochen     | 12. Juli – 25. Juli 2. August – 8. August |             |      |

### Beatrice Egli
| Jahr | Titel                 | Verweildauer | Zeitraum | Anmerkungen | Bild |
| ---- | --------------------- | ------------ | --- | ----------- | ---- |
| 2017 | Kick im Augenblick    | 1 Woche      | 17. März – 23. März                                                                                              |             |      |
| 2018 | Wohlfühlgarantie      | 1 Woche      | 23. März – 29. März                                                                                              |             |      |
| 2019 | Natürlich!            | 2 Wochen     | 28. Juni – 11. Juli                                                                                              |             |      |
| 2020 | Bunt – Best Of        | 2 Wochen     | 28. August – 10. September                                                                                       |             |      |
| 2021 | Alles was du brauchst | 2 Wochen     | 3. September – 16. September                                                                                     |             |      |
| 2023 | Balance               | 8 Wochen     | 7. Juli – 27. Juli 8. März 2024 – 28. März 2024 26. April 2024 – 2. Mai 2024 18. Oktober 2024 – 24. Oktober 2024 |             |      |

### Die Amigos
| Jahr | Titel               | Verweildauer | Zeitraum                                              | Anmerkungen | Bild |
| ---- | ------------------- | ------------ | ----------------------------------------------------- | ----------- | ---- |
| 2007 | Die großen Erfolge  | 2 Monate     | 1. März – 30. April                                   |             |      |
| 2007 | Der helle Wahnsinn  | 1 Monat      | 1. Oktober – 31. Oktober                              |             |      |
| 2022 | Best Of             | 1 Woche      | 27. Januar – 2. Februar                               |             |      |
| 2023 | Atlantis wird leben | 2 Wochen     | 30. Juni – 6. Juli 29. Dezember 2023 – 4. Januar 2024 |             |      |
| 2024 | Stimmen der Nacht   | 1 Woche      | 27. September – 3. Oktober                            |             |      |

### Howard Carpendale
| Jahr | Titel                                    | Verweildauer | Zeitraum                                                                         | Anmerkungen | Bild |
| ---- | ---------------------------------------- | ------------ | -------------------------------------------------------------------------------- | ----------- | ---- |
| 2001 | Alles OK                                 | 1 Monat      | 1. Februar – 28. Februar                                                         |             |      |
| 2003 | Danke … Ti amo                           | 2 Monate     | 1. Dezember – 31. Dezember 1. Februar 2004 – 28. Februar 2004                    |             |      |
| 2007 | 20 Uhr 10                                | 2. Monate    | 1. Dezember 2007 – 31. Januar 2008                                               |             |      |
| 2023 | Die Show meines Lebens – Live in Hamburg | 1 Woche      | 31. März – 6. April                                                              |             |      |
| 2024 | Let's Do It Again                        | 6 Wochen     | 20. Oktober – 9. November 17. November – 30. November 8. Dezember – 14. Dezember |             |      |

### Die Flippers
| Jahr | Titel                                     | Verweildauer | Zeitraum                   | Anmerkungen | Bild |
| ---- | ----------------------------------------- | ------------ | -------------------------- | ----------- | ---- |
| 2001 | Das muss doch Liebe sein                  | 1 Monat      | 1. Dezember – 31. Dezember |             |      |
| 2002 | Isabella                                  | 1 Monat      | 1. November – 30. November |             |      |
| 2004 | 35 Jahre – Ein Leben für die Zärtlichkeit | 1 Monat      | 1. Mai – 31. Mai           |             |      |
| 2006 | Hundertmal                                | 1 Monat      | 1. Januar – 31. Januar     |             |      |
| 2011 | Best Of                                   | 1 Monat      | 1. Juni – 30. Juni         |             |      |

### Rudy Giovannini
| Jahr | Titel                          | Verweildauer | Zeitraum                    | Anmerkungen | Bild |
| ---- | ------------------------------ | ------------ | --------------------------- | ----------- | ---- |
| 2023 | Das Beste                      | 1 Woche      | 3. Februar – 9. Februar     |             |      |
| 2023 | Hast Du Zeit                   | 1 Woche      | 21. April – 27. April       |             |      |
| 2023 | Alles Gute                     | 1 Woche      | 10. November – 16. November |             |      |
| 2024 | Wenn im Frühling Blumen blühen | 1 Woche      | 31. Mai – 6. Juni           |             |      |
| 2024 | Best Of                        | 1 Woche      | 6. Dezember – 12. Dezember  |             |      |

### Maite Kelly
| Jahr | Titel                                | Verweildauer | Zeitraum                                                | Anmerkungen | Bild |
| ---- | ------------------------------------ | ------------ | ------------------------------------------------------- | ----------- | ---- |
| 2016 | Sieben Leben für dich                | 5 Wochen     | 21. Oktober – 24. November                              |             |      |
| 2018 | Die Liebe siegt sowieso              | 3 Wochen     | 19. Oktober – 25. Oktober 2. November – 15. November    |             |      |
| 2021 | Hello!                               | 2 Wochen     | 26. März – 1. April 9. April – 15. April                |             |      |
| 2023 | Love, Maite – das Beste … bis jetzt! | 2 Wochen     | 28. April – 11. Mai                                     |             |      |
| 2024 | Nur Liebe                            | 3 Wochen     | 5. April – 18. April 7. Februar 2025 – 13. Februar 2025 |             |      |

### Olaf der Flipper
| Jahr | Titel                                               | Verweildauer | Zeitraum                | Anmerkungen | Bild |
| ---- | --------------------------------------------------- | ------------ | ----------------------- | ----------- | ---- |
| 2016 | Du bist wie Champagner – Zum Jubiläum nur das Beste | 2 Wochen     | 1. April – 14. April    |             |      |
| 2018 | Tausendmal ja                                       | 1 Woche      | 17. August – 23. August |             |      |
| 2020 | Fiesta                                              | 1 Woche      | 7. August – 13. August  |             |      |
| 2021 | Liebe Ist                                           | 1 Woche      | 13. August – 19. August |             |      |
| 2023 | Dankeschön                                          | 1 Woche      | 12. Mai – 18. Mai       |             |      |

### Ben Zucker
| Jahr | Titel                                                 | Verweildauer | Zeitraum                                        | Anmerkungen | Bild |
| ---- | ----------------------------------------------------- | ------------ | ----------------------------------------------- | ----------- | ---- |
| 2018 | Na und?!                                              | 3 Wochen     | 15. Juni – 28. Juni 14. Dezember – 20. Dezember |             |      |
| 2019 | Wer sagt das?!                                        | 3 Wochen     | 14. Juni – 27. Juni 22. Mai 2020 – 28. Mai 2020 |             |      |
| 2021 | Jetzt erst recht!                                     | 1 Woche      | 23. April – 29. April                           |             |      |
| 2022 | Was wir haben, ist für immer – Das Beste aus 5 Jahren | 1 Woche      | 4. November – 10. November                      |             |      |
| 2023 | Heute nicht!                                          | 2 Wochen     | 15. Dezember – 28. Dezember                     |             |      |

## „Dauerbrenner“ nach Alben
Diese Liste beinhaltet alle Alben – in chronologischer Reihenfolge nach ihrer Verweildauer absteigend – die mindestens 13 Wochen an der Chartspitze der Schlager-Albumcharts standen. Monatliche Chartangaben wurden ebenfalls in Wochen umgewandelt, jeder Tag außerhalb von ganzen Wochen fließt mit etwa 0,14 in die Berechnung ein:
| Jahr | Titel                  | Interpret                                     | Verweildauer                         | Zeitraum |
| ---- | ---------------------- | --------------------------------------------- | ------------------------------------ | --- |
| 2013 | Farbenspiel            | Helene Fischer                                | 90,00 Wochen (17 Monate + 15 Wochen) | 1. November 2013 – 31. Oktober 2014 1. Dezember 2014 – 28. Februar 2015 1. Mai 2015 – 16. Juli 2015 4. September 2015 – 19. November 2015 1. Januar 2016 – 14. Januar 2016 1. Dezember 2023 – 7. Dezember 2023 |
| 2002 | Best Of                | Andrea Berg                                   | 69,14 Wochen (16 Monate)             | 1. Februar – 28. Februar 1. Juli – 31. Juli 1. September – 30. September 1. Mai 2003 – 30. Juni 2003 1. September 2003 – 30. September 2003 1. Januar 2004 – 31. Januar 2004 1. März 2004 – 30. April 2004 1. Juni 2004 – 31. Juli 2004 1. Januar 2005 – 28. Februar 2005 1. Mai 2005 – 30. Juni 2005 1. Dezember 2005 – 31. Dezember 2005                                   |
| 2010 | Best of Helene Fischer | Helene Fischer                                | 69,14 Wochen (15 Monate + 4 Wochen)  | 1. Juli – 31. Oktober 1. Februar 2011 – 28. Februar 2011 1. September 2011 – 30. September 2011 1. Juli 2012 – 30. September 2012 1. November 2012 – 30. November 2012 1. Januar 2013 – 31. Januar 2013 1. Juni 2013 – 30. September 2013 23. November 2018 – 29. November 2018 19. Mai 2023 – 25. Mai 2023 16. Juni 2023 – 22. Juni 2023 6. Oktober 2023 – 12. Oktober 2023 |
| 2017 | Helene Fischer         | Helene Fischer                                | 35 Wochen                            | 19. Mai – 13. Juli 21. Juli – 7. August 1. September – 21. September 13. Oktober – 26. Oktober 3. November 2017 – 18. Januar 2018 |
| 2005 | Tausend Rosen Für Dich | Semino Rossi                                  | 30,29 Wochen (7 Monate)              | 1. Juli – 31. Oktober 1. Februar 2006 – 30. April 2006 |
| 2008 | Zaubermond             | Helene Fischer                                | 26,14 Wochen (6 Monate)              | 1. August – 31. Oktober 1. März 2009 – 30. April 2009 1. September 2009 – 30. September 2009 |
| 2009 | So wie ich bin         | Helene Fischer                                | 26,00 Wochen (6 Monate)              | 1. Dezember 2009 – 31. März 2010 1. Mai 2010 – 30. Juni 2010 |
| 2006 | Ich denk an Dich       | Semino Rossi                                  | 25,86 Wochen (6 Monate)              | 1. September 2006 – 28. Februar 2007 |
| 2007 | So nah wie du          | Helene Fischer                                | 25,86 Wochen (6 Monate)              | 1. August – 30. September 1. Februar 2008 – 29. Februar 2008 1. April 2008 – 30. April 2008 1. Juni 3008 – 31. Juli 2008 |
| 2021 | Rausch                 | Helene Fischer                                | 22,00 Wochen                         | 22. Oktober 2021 – 13. Januar 2022 11. Februar 2022 – 17. Februar 2022 28. Oktober 2022 – 3. November 2022 2. Dezember 2022 – 15. Dezember 2022 2. Februar 2024 – 8. Februar 2024 16. Februar 2024 – 7. März 2024 16. August 2024 – 22. August 2024 |
| 2002 | Alles 2                | Wolfgang Petry                                | 21,71 Wochen (5 Monate)              | 1. Januar – 31. Januar 1. Dezember 2002 – 31. März 2003 |
| 2011 | Für einen Tag          | Helene Fischer                                | 21,71 Wochen (5 Monate)              | 1. Dezember 2011 – 29. Februar 2012 1. Mai 2012 – 30. Juni 2012 |
| 2011 | Abenteuer              | Andrea Berg                                   | 21,71 Wochen (5 Monate)              | 1. November – 30. November 1. März 2012 – 30. April 2012 1. März 2013 – 30. April 2013 |
| 2007 | Einmal ja – Immer ja   | Semino Rossi                                  | 21,43 Wochen (5 Monate)              | 1. November – 30. November 1. November 2008 – 28. Februar 2009 |
| 2016 | Seelenbeben            | Andrea Berg                                   | 18,00 Wochen                         | 15. April – 7. Juli 19. August – 8. September 16. September – 22. September 30. September – 6. Oktober 14. Oktober – 20. Oktober |
| 2006 | Splitternackt          | Andrea Berg                                   | 17,57 Wochen (4 Monate)              | 1. Mai – 31. August |
| 2010 | Schwerelos             | Andrea Berg                                   | 17,57 Wochen (4 Monate)              | 1. Dezember 2010 – 31. Januar 2011 1. März 2011 – 30. April 2011 |
| 2015 | Weihnachten            | Helene Fischer & Royal Philharmonic Orchestra | 17,00 Wochen                         | 20. November – 31. Dezember 25. November 2016 – 5. Januar 2017 30. November 2018 – 6. Dezember 2018 21. Dezember 2018 – 3. Januar 2019 20. Dezember 2024 – 2. Januar 2025 |
| 2019 | Ich muss dir was sagen | Kerstin Ott                                   | 14,00 Wochen                         | 8. November 2019 – 9. Januar 2020 28. Februar 2020 – 12. März 2020 10. April 2020 – 16. April 2020 25. September 2020 – 1. Oktober 2020 16. Oktober 2020 – 22. Oktober 2020 |
| 2011 | Augenblicke            | Semino Rossi                                  | 13,29 Wochen (3 Monate)              | 1. Juli – 31. August 1. Oktober – 31. Oktober |
| 2001 | Best Of                | Michelle                                      | 13,14 Wochen (3 Monate)              | 1. März – 31. Mai |
| 2004 | Du                     | Andrea Berg                                   | 13,14 Wochen (3 Monate)              | 1. August – 31. Oktober |
| 2009 | Zwischen Himmel & Erde | Andrea Berg                                   | 13,14 Wochen (3 Monate)              | 1. Mai – 31. Juli |
| 2020 | Das Album              | Thomas Anders & Florian Silbereisen           | 13,00 Wochen                         | 12. Juni – 30. Juli 23. Oktober – 29. Oktober 13. November – 19. Dezember |
| 2025 | Marathon               | Roland Kaiser                                 | 13,00 Wochen                         | 14. Februar – 27. Februar 7. März – 27. März 4. April – 24. April 2. Mai – 15. Mai 30. Mai – 12. Juni 20. Juni – 26. Juni |

## „Dauerbrenner“ nach Künstler
Diese Liste beinhaltet alle Künstler – in chronologischer Reihenfolge nach Wochen absteigend – welche sich mindestens zehn Wochen an der Chartspitze der Schlager-Albumcharts halten konnten. Monatliche Chartangaben wurden ebenfalls in Wochen umgewandelt, jeder Tag außerhalb von ganzen Wochen fließt mit etwa 0,14 in die Berechnung ein.
- 351,71:  Helene Fischer
- 224,57:  Andrea Berg
- 108,00:   Semino Rossi
- 046,14:  Wolfgang Petry
- 038,14:  Matthias Reim
- 036,00:  Roland Kaiser
- 034,00:  Kerstin Ott
- 029,86:  Michelle
- 028,43:   Howard Carpendale
- 026,71:   Udo Jürgens
- 024,00:    Klubbb3
- 021,86:  Die Flippers
- 019,00:  Fantasy und  Giovanni Zarrella
- 017,14:  Die Amigos
- 017,00:  Beatrice Egli und  Royal Philharmonic Orchestra
- 015,00:  Thomas Anders,  Maite Kelly und  Florian Silbereisen
- 014,00:  Vanessa Mai/Wolkenfrei
- 011,00:  Daniela Alfinito und  Calimeros
- 010,00:  Eloy de Jong und  Ben Zucker

## Interpreten, die sich selbst auf Platz eins ablösten
Interpreten, die sich einmal selbst von der Chartspitze der Schlager-Albumcharts verdrängten
- 2004:  Andrea Berg – Best Of (Juli) → Du (August)
- 2009:  Helene Fischer – Zaubermond – Live (August) → Zaubermond (September)
- 2010:  Helene Fischer – So wie ich bin (Juni) → Best of Helene Fischer (Juli)
- 2012:  Helene Fischer – Für einen Tag (Juni) → Best of Helene Fischerf (Juli)
- 2013:  Helene Fischer – Best of Helene Fischer (Januar) → Für einen Tag – Live 2012 (Februar)
- 2018:  Helene Fischer – Best of Helene Fischer (23. November) → Weihnachten (30. November; mit Royal Philharmonic Orchestra)

Interpreten, die sich zweimal in Folge selbst von der Chartspitze der Schlager-Albumcharts verdrängten
- 2003:  Andrea Berg – Best Of (Juni) → Machtlos (Juli – August) → Best Of (September)
- 2015:  Helene Fischer – Farbenspiel (13. November) → Weihnachten (20. November – 25. Dezember; mit Royal Philharmonic Orchestra) → Farbenspiel (1. Januar)

Interpreten, die sich dreimal in Folge selbst von der Chartspitze der Schlager-Albumcharts verdrängten
- 2008:  Helene Fischer – So nah wie du (April) → Mut zum Gefühl – Live (Mai) → So nah wie du (Juni – Juli) → Zaubermond (August)

## Interpreten, mit den meisten Jahren zwischen dem ersten und letzten Nummer-eins-Album
- 23 Jahre und 187 Tage:  Andrea Berg – Best Of (1. Februar 2002) → Andrea Berg (7. August 2025)
- 23 Jahre und 160 Tage:  Michelle – Best Of (1. März 2001) → Flutlicht (18. August 2024)
- 22 Jahre und 345 Tage:  Bernhard Brink – Direkt mehr (1. August 2001) → Stärker als die Ewigkeit (11. Juli 2024)
- 22 Jahre und 316 Tage:   Howard Carpendale – Alles OK  (1. Februar 2001) → Let’s Do It Again (14. Dezember 2023)
- 22 Jahre und 104 Tage:  Matthias Reim – Morgenrot (1. März 2002) → Zeppelin (13. Juni 2024)
- 21 Jahre und 135 Tage:  Wolfgang Petry – Achterbahn (1. November 2001) → Stark wie wir (16. März 2023)
- 19 Jahre und 80 Tage:   Semino Rossi – Tausend Rosen für Dich (1. Juli 2005) → Magische Momente (19. September 2024)
- 17 Jahre und 216 Tage:  Die Amigos – Die großen Erfolge (1. März 2007) → Stimmen der Nacht (3. Oktober 2024)
- 17 Jahre und 166 Tage:  DJ Ötzi – Love, Peace & Vollgas (1. September 2001) → 20 Jahre DJ Ötzi – Party ohne Ende (14. Februar 2019)
- 17 Jahre und 154 Tage:  Helene Fischer – So nah wie du (1. August 2007) → Weihnachten (2. Januar 2025)
- 16 Jahre und 230 Tage:   Udo Jürgens – Einfach ich  (1. März 2008) → Udo 90 (17. Oktober 2024)

## Alben, mit den meisten Jahren zwischen der ersten und letzten Nummer-eins-Platzierung
- 13 Jahre und 103 Tage:  Helene Fischer – Best of Helene Fischer (1. Juli 2010 – 12. Oktober 2023)
- 10 Jahre und 36 Tage:  Helene Fischer – Farbenspiel (1. November 2013 – 7. Dezember 2023)
- 9 Jahre und 43 Tage:  Helene Fischer &  Royal Philharmonic Orchestra – Weihnachten (20. November 2015 – 2. Januar 2025)
- 3 Jahre und 333 Tage:  Andrea Berg – Best Of (1. Februar 2002 – 31. Dezember 2005)
- 2 Jahre und 305 Tage:  Helene Fischer – Rausch (22. Oktober 2021 – 22. August 2024)

## Besonderheiten
- Helene Fischers Farbenspiel verweilte zwischen dem 1. November 2013 bis zum 31. Oktober 2014 ein Jahr am Stück an der Chartspitze der Schlager Top 20, so lange wie kein anderes Album.
- Das Album Best Of von Andrea Berg schaffte es im Zeitraum von Februar 2002 bis Dezember 2008 elf Mal die Chartspitze der Schlager Top 20 zu erklimmen, so oft wie kein anderes Album.